# (19307) Hanayama
(19307) Hanayama est un astéroïde de la ceinture principale.

## Description
(19307) Hanayama est un astéroïde de la ceinture principale. Il fut découvert le 14 octobre 1996 à Kitami par Kin Endate et Kazuro Watanabe. Il présente une orbite caractérisée par un demi-grand axe de 2,46 UA, une excentricité de 0,16 et une inclinaison de 2,1° par rapport à l'écliptique.